# À l'est de moi
À l'est de moi é um filme francês dirigido por Bojena Horackova e lançado em 2009.

## Sinopse
Uma mulher revisita a Europa Oriental, atravessando de trem  rumo a Moscou, e conversa com as pessoas que encontra enquanto vagueia pelas estações e paisagens nevadas.

## Elenco
Segue abaixo a tabela do elenco:
| Ator                     | Personagem                        | Detalhes |
| ------------------------ | --------------------------------- | -------- |
| Patricia Chraskova       | Marta                             |          |
| Philippe Comar           | Professor de Belas Artes          |          |
| Louis-Do de Lencquesaing | O cliente                         |          |
| Carole Deffit            |                                   |          |
| Alexandre de La Baume    |                                   |          |
| Geneviève Casile         | A senhoria                        |          |
| Olivier Rambeau          |                                   |          |
| Mireille Perrier         | A mãe de Lionel                   |          |
| Elise Ruth Robstad       |                                   |          |
| Olga Kurylenko           | A prostituta russa                |          |
| Laetitia Spigarelli      |                                   |          |
| Louis Salkind            |                                   |          |
| Anne-Lise Pitre Béguin   |                                   |          |
| Louise Jaillette         |                                   |          |
| Eva Ionesco              | A menina dos banheiros do Palácio |          |
| Eva Strus-Becker         |                                   |          |
| Jana Krausová            |                                   |          |
| Jirí Chvalovsky          |                                   |          |
| Marina Kurylenko         |                                   |          |
| Valentin Letounovsky     |                                   |          |
| Boris Belenkin           |                                   |          |
| Bojena Horackova         | Ela mesma                         | Diretora |
| Vincent Dieutre          |                                   |          |

## Seleção
- Festival de Cinema de Belfort - Entrevistas 2008[5]